# Айдонохори (дем Горуша)
Айдонохори или Хайдарохор (на гръцки: Αηδονοχώρι; катаревуса: Αηδονοχώριον, Айдонохорион е село в Република Гърция, дем Горуша (Войо), област Западна Македония.

## География
Селото е разположено на 740 m надморска височина, на около 3 km западно от град Неаполи (Ляпчища).

## История

### В Османската империя
В края на ХІХ век Хайдарохор (Айданохори) е чифлишко село в Населишката каза на Османската империя. Етимологията на името се свързва с Хайдар, някогашният собственик на чифлика.
На Етнографската карта на Битолския вилает на Картографския институт в София от 1901 година Гайдарохори е чисто гръцко село в казата Населица на Серфидженския санджак с 34 къщи.
Според статистика на Серфидженския санджак на гръцкото консулство в Еласона от 1904 година в Айдохори (Αηδοχώρι), Населишка каза, живеят 150 гърци елинофони християни.
Църквата „Свети Николай“ е построена в 1904 година.

### В Гърция
През Балканската война в 1912 година в селото влизат гръцки части и след Междусъюзническата в 1913 година Айдонохори остава в Гърция.
През 1913 година при първото преброяване от новата власт в Айдонохори са регистрирани 213 жители. В 1928 година в селото има само 1 гръцко бежанско семейство с 3 жители бежанци.
В 1966 година на мястото на разрушената стара църква „Свети Атанасий“ е построена нова.
Населението традиционно произвежда жито и други земеделски продукти.
| Име        | Име            | Ново име | Ново име | Описание                                          |
| ---------- | -------------- | -------- | -------- | ------------------------------------------------- |
| Копацос    | Κόπατσος       | Охирон   | Όχυρὸν   | възвишение на СИ от Айдонохори (770,3 m)          |
| Бурджи Дау | Μπούρτζὶ Νταού | Неротопо | Νερότοπο | река на ЮИ от Айдонохори, десен приток на Лимбини |

| Година    | 1913 | 1920 | 1928 | 1940 | 1951 | 1961 | 1971 | 1981 | 1991 | 2001 | 2011 | 2021 |
| --------- | ---- | ---- | ---- | ---- | ---- | ---- | ---- | ---- | ---- | ---- | ---- | ---- |
| Население | 213  | 181  | 131  | 343  | 153  | 156  | 70   | 66   | 56   | 70   | 45   | 31   |

## Личности
Родени в Айдонохори
- Христо Ставре, грък, православен, арестуван преди април 1904 година, обвинен, че „дръзнал да се бунтува с цел да се наруши порядъкът“, обвинен от Гревенския следствен отдел, лежал в Гревенския затвор, амнистиран с общата амнистия от 12 април 1904 година[11]